# Palimércio de Rezende
Palimércio de Rezende (Rio Grande do Sul, 3 de dezembro de 1880 —  Rio de Janeiro, 2 de maio de 1939) foi um coronel do Exército brasileiro.

## Biografia
Palimércio de Rezende  nasceu no Rio Grande do Sul em 3 de dezembro de 1880, filho de Afonso Zulmiro Resende.
Em 13 de abril de 1896 assentou praça no Exército Brasileiro. Em 1900 ingressou na Escola Militar da Praia Vermelha, onde estudou engenharia militar, estado-maior, matemática e ciências físicas, pelo regulamento de 1898. Em 1º de março de 1901 passou a condição de aluno alferes na instituição. Em 1904 concluiu o curso geral.
Em 10 de janeiro de 1907 foi promovido a 2º tenente.
Em 1911 foi promovido a primeiro-tenente em 1911 e classificado no 7º Regimento de Infantaria (7º R.I.) em Santa Cruz do Sul, no Rio Grande do Sul.
Em 1917 foi promovido a capitão.

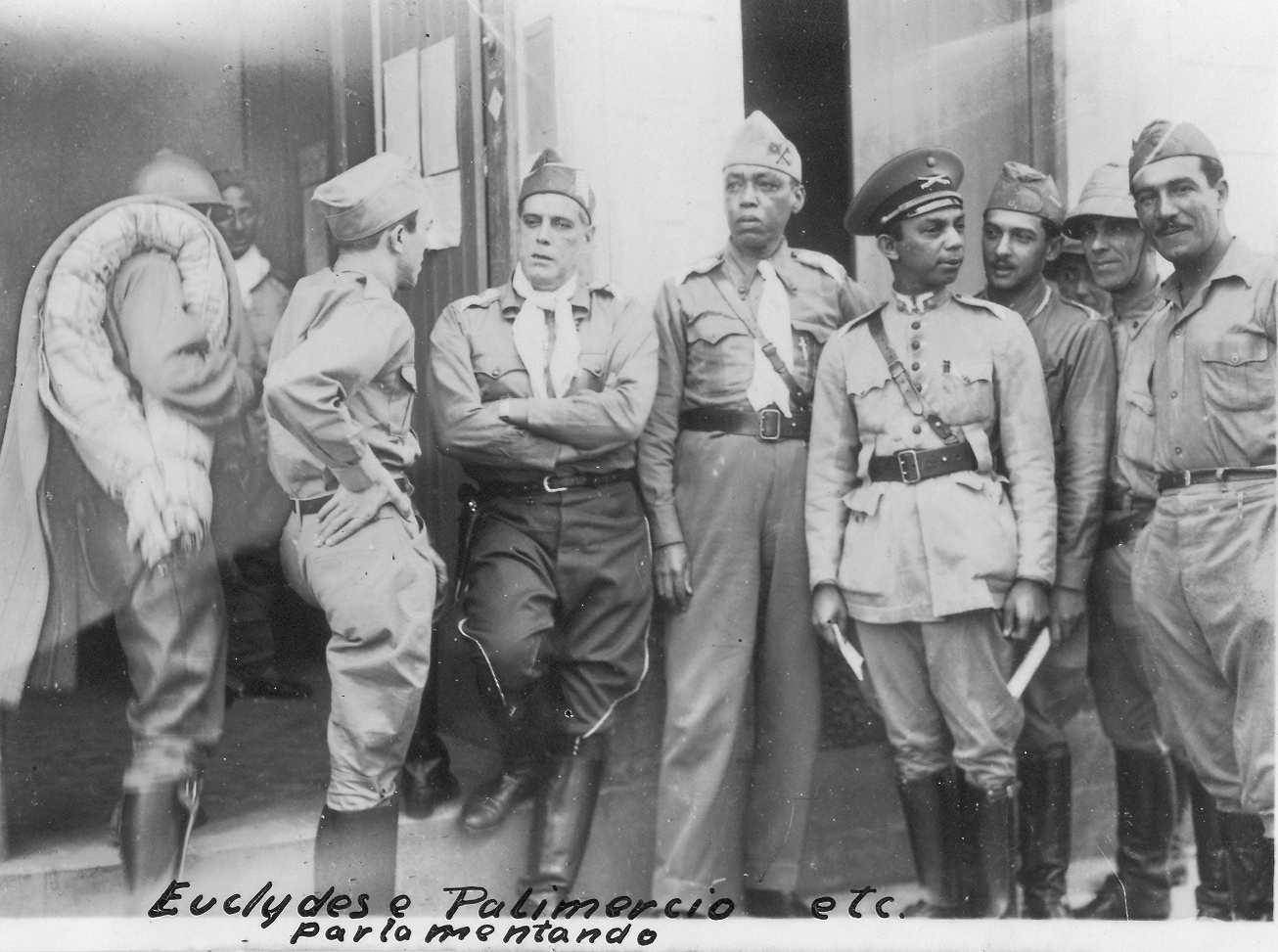
Palimércio de Rezende durante a Revolução de 1932, na cidade de Cachoeira Paulista. Ao centro, o coronel Palimércio de Rezende; a sua direita, o então coronel Euclides Figueiredo; e a sua esquerda, o capitão Aristóteles Ribeiro.

Em 1921 serviu na 13ª Companhia de Metralhadoras de Niterói e, mais tarde, na 4ª Seção do Estado-Maior do Exército no Rio de Janeiro. Ainda naquele ano foi classificado na 10ª Companhia de Metralhadoras de Juiz de Fora, concluindo no final daquele ano o curso de revisão da Escola de Estado-Maior. Em 1922 tornou-se chefe da 3ª seção do Estado-Maior da Direção de Etapas, e pouco depois nomeado oficial-de-gabinete do Ministro da Guerra, o general Fernando Setembrino de Carvalho. No ano seguinte foi promovido a major.
Em 1926 foi promovido a tenente-coronel.
Em 1928 foi promovido coronel e nomeado chefe do Estado-Maior da 2ª Região Militar, respectiva a São Paulo. Nesse posto, durante a Revolução de 1930, combateu os revoltosos na fronteira com o Estado do Paraná. Após o desfecho daquele conflito, chegou a ocupar provisoriamente a chefia da Casa Militar do governo paulista entre 24 e 28 de outubro de 1932, durante a administração do general Hastínfilo de Moura, que foi logo substituído em virtude de suas ligações com o governo deposto.
Em 5 de julho de 1931 o coronel passou para a reserva de primeira classe.
Foi um dos líderes da Revolução Constitucionalista de 1932 em São Paulo, onde junto do então coronel Euclides Figueiredo, que inicialmente foi o comandante geral dos revoltosos e posteriormente comandante da frente norte, participou ativamente nas articulações do levante armado. Naquela ocasião, com deflagração do conflito, veio a assumir o general Bertoldo Klinger, então comandante da Circunscrição Militar sediada em Mato Grosso. Em seguida, Palimércio veio a assumir a chefia do Estado Maior do coronel Figueiredo, comandante da frente norte de combate.
Contudo, iminente a derrota militar dos revoltosos, já dado o armísticio e as tratativas para a rendição formal, Palimércio então bateu em retirada para o Paraguai e na sequência para a Argentina. Nesse país, reuniu-se com demais revoltosos exilados.
Em 1934 obteve a anistia concedida pelo governo federal, porém, permaneceu na reserva. Em 1935, participou juntamente com o coronel Euclides Figueiredo, Bertoldo Klinger e João Neves da Fontoura, entre outros, de uma conspiração contra o governo federal, que acabou não sendo realizada.
Palimércio de Rezende sofria de diabetes e em consequência desta teve uma crise. Chegou a ser internado, mas entrou em coma. Após vários dias nesse quadro, veio a falecer na manhã do dia 2 de maio de 1939, na sua residência, na cidade do Rio de Janeiro. Foi sepultado no cemitério São João Batista.
Segundo Guilherme Figueiredo (filho de Euclides Figueiredo), de quem era muito próximo, o coronel gaúcho não era um militarista embora fosse um militar de formação,era um homem culto, apreciador de música clássica, artes e literatura, tendo sido um dos seus mentores para a sua carreira como escritor.

## Homenagens
Em sua homenagem foi inaugurada a EMEF Cel. Palimércio de Rezende na cidade de São Paulo. Há ainda as ruas Cel. Palimércio de Rezende, no bairro Butantã na cidade de São Paulo e no Jardim São Paulo na cidade de Tatuí, interior de São Paulo, também em sua memória.